# Trischizolagus
Genre
Trischizolagus est un genre fossile de mammifères lagomorphes de la famille des Leporidae.

## Liste des espèces
Selon GBIF (25 janvier 2024) :
- † Trischizolagus dumitrescuae Radulesco & Samson, 1967 - espèce type
- † Trischizolagus maritsae de Bruijn et al., 1970
- † Trischizolagus mirificus Qiu & Storch, 2000

## Classification
Le nom valide complet (avec auteur) de ce taxon est Trischizolagus Radulesco & Samson (d), 1967. 